# Domenico Zinzi
Domenico Zinzi detto Mimì (Marcianise, 23 luglio 1943) è un medico e politico italiano.

## Biografia

### Formazione
Laureato in medicina e chirurgia presso l'Università degli Studi di Napoli Federico II, successivamente si è specializzato in chirurgia generale, chirurgia toracica ed endocrino-chirurgia. È stato primario di chirurgia generale dal 1981 al 1996. Inoltre, nello stesso ambito, ha ricoperto l'incarico di consigliere dell'Ordine dei Medici per tre mandati consecutivi e ha fatto parte del Comitato di Gestione dell'Unità sanitaria locale. Dal 1982 al 1992 è stato presidente del consiglio di amministrazione dell'Azienda dei Trasporti casertani.

### Attività politica
È stato consigliere regionale della Campania; eletto senza interruzioni dal 1995, fino al 2000 ha ricoperto anche l'incarico di Assessore regionale con le seguenti deleghe: Lavori Pubblici, Trasporti, Ambiente, Protezione civile, Demanio Marittimo, Acque e Acquedotti, Porti e Aeroporti, Difesa del suolo. Durante i cinque anni trascorsi nell'esecutivo della Campania ha realizzato, tra l'altro, l'istituzione del Servizio di Protezione civile regionale e ha avviato il processo di ammodernamento degli impianti di depurazione utilizzando lo strumento del project financing. Fu promotore di una legge regionale, relativa al demanio marittimo, per allungare i tempi delle concessioni da quattro a dieci anni, con lo scopo di favorire gli investimenti da parte delle imprese del settore. Dal 2000 al gennaio 2003, è stato presidente del Consiglio regionale della Campania. In quel periodo, ha fondato il primo organo di stampa ufficiale della Regione, “La Campania”, periodico diretto soprattutto ai cittadini residenti all'estero. Ai campani nel mondo ha dedicato diverse altre iniziative promosse dalla Giunta e dal Consiglio.
Alle elezioni europee del 2004 è stato candidato con l'UDC nella circoscrizione del Sud Italia ottenendo circa 57.000 preferenze (33.000 voti nella sola provincia di Caserta).  Nell'aprile del 2005 è rieletto, per la terza volta di seguito, al Consiglio regionale della Campania; Dal mese di maggio 2005 fino all'aprile 2006 ha ricoperto l'incarico di Sottosegretario di Stato alla Salute nel governo Berlusconi III. Eletto deputato, nella legislatura del 2006 al 2008 è stato segretario della Commissione Bilancio alla Camera e ha fatto parte della Commissione Parlamentare per le questioni regionali. In quella legislatura, sempre alla Camera, ha ricoperto l'incarico di vicepresidente della Giunta per le Autorizzazione, inoltre è componente della Commissione per le Politiche dell'Unione Europea, del Comitato parlamentare per i Procedimenti d'accusa, della Giunta delle elezioni.
È stato eletto Presidente della Provincia di Caserta alle elezioni amministrative del 28-29 marzo 2010, ottenendo il 64,4% dei voti in rappresentanza di una coalizione di centro-destra costituita da: Popolo della Libertà, Unione di Centro, UDEUR, Nuovo PSI, Movimento per le Autonomie, Liberal, Alleanza di Centro-Democrazia Cristiana, Noi Sud e due liste civiche: Zinzi Presidente e La Provincia che Vorrei - Vento di Centro Zinzi Presidente. Si dimise il 20 maggio 2010, ma il 1º giugno 2010 ritirò le dimissioni. Ha militato nell'Unione di Centro (dal 2010 al 2014) con cui è stato anche candidato alla Camera dei Deputati alle elezioni politiche del 2013, senza venire tuttavia eletto. Il mandato amministrativo come Presidente della Provincia è scaduto nel 2015.

## Vita privata
Anche suo figlio Gianpiero diventa un politico, è stato consigliere regionale della Campania dal 2015 al 2022 con Forza Italia prima e la Lega poi, candidato sindaco di Caserta per il centro-destra alle elezioni amministrative del 2021, venendo sconfitto al ballottaggio dal sindaco uscente di centro-sinistra, e dal 2022 è deputato alla Camera.

## Procedimenti giudiziari
Nel procedimento giudiziario relativo alla frana verificatasi a Quindici il 5/11/1998, in primo grado fu riconosciuto colpevole di omicidio colposo insieme con altri tre funzionari regionali, non avendo adottato - in qualità di assessore regionale alla Protezione Civile - le misure corrette per la difesa del suolo. In appello è stato invece assolto perché il fatto non sussiste.